# Alburnus caeruleus
Espèce
Statut de conservation UICN

 LC  : Préoccupation mineure
Alburnus caeruleus (en anglais Black Spotted Bleak) est un poisson d'eau douce de la famille des Cyprinidae.

## Répartition
Alburnus caeruleus se rencontre dans les bassins du Tibre et de l'Euphrate en Irak et au Koweit.

## Description
La taille maximale connue pour Alburnus caeruleus est de 92 mm.

## Publication originale
- Heckel, 1843 : Abbildungen und Beschreibungen der Fische Syriens : nebst einer neuen Classification und Characteristik sämmtliches Gattungen der Cyprinen. p. 1-258 (texte intégral).